# (54807) 2001 MZ23
2001 أم زد 23 (ويعرف أيضًا باسم (54807) 2001 أم زد 23 وفق تسمية الكوكب الصغير) (بالإنجليزية: 2001 MZ23)‏ هو كويكب ضمن حزام الكويكبات؛ وترتيبه 54807 من حيث الاكتشاف.
اكتُشف هذا الجُرم الفلكي بواسطة تعقب الأجرام القريبة من الأرض في 27 يونيو 2001.

## وصلات خارجية
- (54807) 2001 MZ23 في قاعدة بيانات مختبر الدفع النفاث لأجرام النظام الشمسي الصغيرة

- الاكتشاف · مخطط المدار ·  العناصر المدارية · المعلمات المادية

- (54807) 2001 MZ23 على موقع ويكي سكاي: DSS2, SDSS, GALEX, IRAS, Hydrogen α, X-Ray, Astrophoto, Sky Map, Articles and images